# 640 Brambilla
A 640 Brambilla egy a Naprendszer kisbolygói közül, amit August Kopff fedezett fel 1907. augusztus 29-én.